# Donner (Familienname)
Donner ist ein deutschsprachiger Familienname.

## Namensträger

### A
- Anders Donner (1854–1938), finnischer Astronom
- André Donner (1918–1992), niederländischer Rechtsgelehrter
- Axel Donner (* 1954), deutscher Jazzmusiker und Filmkomponist

### B
- Bernhard Donner (1808–1865), deutscher Bankier

### C
- Carl Rudolph Donner (1817–1898), deutscher Stifter und Mäzen
- Christian Donner (1839–1904), deutscher Kapitän zur See, Regierungsrat und Vortragender Rat
- Clive Donner (1926–2010), britischer Filmregisseur
- Conrad Hinrich Donner (Bankier, 1774) (1774–1854), deutscher Kaufmann und Bankier
- Conrad Hinrich Donner (Bankier, 1844) (1844–1911), deutscher Bankier
- Conrad Hinrich Donner (Gutsbesitzer) (1876–1937), deutscher Gutsbesitzer

### E
- Etta Becker-Donner (1911–1975), österreichische Ethnologin

### F
- Frank Donner, US-amerikanischer Manager in der Filmbranche, Filmproduzent und Dokumentarfilmer
- Franziska Donner (1900–1992), österreichische Gattin des koreanischen Präsidenten
- Fred Donner (* 1945), US-amerikanischer Historiker und Islamwissenschaftler
- Fritz Donner (NS-Funktionär) (1884–??), deutscher NS-Funktionär
- Fritz Donner (1896–1979), deutscher Internist und Homöopath

### G
- Georg Raphael Donner (1693–1741), österreichischer Bildhauer
- Gottlob Sigismund Donner (1753–1823), deutscher lutherischer Theologe

### H
- Hans Donner (* 1948), österreichisch-brasilianischer Designer
- Hartwig Donner (* 1941), deutscher Jurist und Rektor
- Helene Donner (1819–1909), deutsche Stifterin und Mäzenin
- Helmut Donner (* 1941), österreichischer Hochspringer
- Henrik Otto Donner (1939–2013), finnischer Komponist
- Herbert Donner (1930–2016), deutscher evangelischer Theologe

### J
- Jan Donner (Politiker) (1891–1981), niederländischer Politiker und Richter
- Jan Donner (Posaunist) (* 1989), deutscher Posaunist
- Johann Christoph Donner (1739–1804), deutscher Kaufmann
- Johann Jakob Christian Donner (1799–1875), deutscher Übersetzer
- Johann Otto Donner (1808–1873), deutscher Konteradmiral
- Johannes Hendrikus Donner (1927–1988), niederländischer Schachspieler
- Jörn Donner (1933–2020), finnischer Schriftsteller, Filmproduzent und Politiker
- Joseph Donner (1731–1773), deutscher Bildhauer

### K
- Kai Donner (Sprachwissenschaftler) (1888–1935), finnischer Linguist
- Kai Otto Donner (1922–1995), finnischer Zoologe
- Klaus Donner (* 1945), deutscher Mathematiker

### L
- Lauren Shuler Donner (* 1949), US-amerikanische Filmproduzentin und Schauspielerin

### M
- Matthäus Donner (1704–1756), österreichischer Bildhauer und Stempelmacher
- Michael Donner (* 1979), deutscher Filmkomponist
- Monika Donner (* 1971), österreichische Sachbuchautorin und Juristin

### N
- Norbert Donner-Banzhoff (* 1956), deutscher Mediziner

### O
- Oleksandr Donner (1948–2013), sowjetisch-ukrainischer Handballspieler und -trainer
- Ossian Donner (1866–1957), finnischer Industrieller und Diplomat
- Otto Donner (Linguist) (1835–1909), finnischer Linguist und Politiker
- Otto Donner von Richter (1828–1911), deutscher Historien- und Porträtmaler, Kunstschriftsteller
- Otto Donner (1902–1981), deutsch-amerikanischer Staatswissenschaftler

### P
- Peter Christian Donner (1881–1944), deutscher Konteradmiral
- Philipp Christian Wilhelm Donner (1799–1887), deutscher Bankier und Politiker
- Piet Hein Donner (* 1948), niederländischer Politiker

### R
- Ral Donner (1943–1984), US-amerikanischer Sänger
- Ralf Donner (* 1959), deutscher Politiker (Bündnis 90/Die Grünen)
- Richard Donner (1930–2021), US-amerikanischer Filmregisseur
- Robert Donner (1931–2006), US-amerikanischer Schauspieler
- Rosa Donner (* 2003), österreichische Seglerin

### S
- Sandra Donner (* 1969), deutsche Historikerin und Museumsleiterin
- Sebastian Donner (1707–1763), österreichischer Bildhauer und Stempelmacher
- Stefan Donner (* 1987), österreichischer Organist, Pianist und Musikpädagoge
- Susanne Donner, deutsche Journalistin

### T
- Tibor Karl Donner (1907–1993), neuseeländischer Architekt österreichisch-ungarischer Herkunft

### W
- Wolf Donner (Autor) (1923–2018), deutscher Entwicklungshelfer und Schriftsteller
- Wolf Donner (Filmpublizist) (1939–1994), deutscher Journalist, Filmpublizist und Filmkritiker
- Wolf Donner (Schauspieler), Schauspieler